# Grand Prix de Francfort 2014
La 53e édition du Grand Prix de Francfort a eu lieu le 1er mai 2014. La course fait partie du calendrier UCI Europe Tour 2014 en catégorie 1.HC.
La course a été remportée par le Norvégien Alexander Kristoff (Katusha) qui s'impose lors d'un sprint d'une vingtaine de coureurs respectivement devant l'Allemand John Degenkolb (Giant-Shimano) et le Belge Jérôme Baugnies (Wanty-Groupe Gobert).

## Présentation

### Équipes
Classé en catégorie 1.HC de l'UCI Europe Tour, le Grand Prix de Francfort est par conséquent ouvert aux UCI ProTeams dans la limite de 70 % des équipes participantes, aux équipes continentales professionnelles, aux équipes continentales allemandes et à une équipe nationale allemande.
Vingt-et-une équipes participent à ce Grand Prix de Francfort - quatre ProTeams, huit équipes continentales professionnelles, huit équipes continentales et une équipe nationale :
| UCI ProTeams     | UCI ProTeams | UCI ProTeams |
| Nom de l'équipe  | Pays         | Code         |
| ---------------- | ------------ | ------------ |
| AG2R La Mondiale | France       | ALM          |
| Belkin           | Pays-Bas     | BEL          |
| Giant-Shimano    | Pays-Bas     | GIA          |
| Katusha          | Russie       | KAT          |

| Équipe nationale             | Équipe nationale | Équipe nationale |
| Nom de l'équipe              | Pays             | Code             |
| ---------------------------- | ---------------- | ---------------- |
| Équipe nationale d'Allemagne | Allemagne        | GER              |

| Équipes continentales professionnelles | Équipes continentales professionnelles | Équipes continentales professionnelles |
| Nom de l'équipe                        | Pays                                   | Code                                   |
| -------------------------------------- | -------------------------------------- | -------------------------------------- |
| Androni Giocattoli-Venezuela           | Italie                                 | AND                                    |
| Bretagne-Séché Environnement           | France                                 | BSE                                    |
| CCC Polsat Polkowice                   | Pologne                                | CCC                                    |
| IAM                                    | Suisse                                 | IAM                                    |
| MTN-Qhubeka                            | Afrique du Sud                         | MTN                                    |
| NetApp-Endura                          | Allemagne                              | TNE                                    |
| Topsport Vlaanderen-Baloise            | Belgique                               | TSV                                    |
| Wanty-Groupe Gobert                    | Belgique                               | WGG                                    |

| Équipes continentales  | Équipes continentales | Équipes continentales |
| Nom de l'équipe        | Pays                  | Code                  |
| ---------------------- | --------------------- | --------------------- |
| Bike Aid-Ride for help | Allemagne             | BAI                   |
| Heizomat               | Allemagne             | THF                   |
| Kuota                  | Allemagne             | TKG                   |
| LKT Brandenburg        | Allemagne             | LKT                   |
| MLP Bergstrasse        | Allemagne             | TBJ                   |
| Rad-net Rose           | Allemagne             | RNR                   |
| Stölting               | Allemagne             | STG                   |
| Stuttgart              | Allemagne             | SGT                   |

## Classement final
|    | Coureur             | Pays      | Équipe                       |    | Temps           |
| -- | ------------------- | --------- | ---------------------------- | -- | --------------- |
| 1  | Alexander Kristoff  | Norvège   | Katusha                      | en | 4 h 49 min 31 s |
| 2  | John Degenkolb      | Allemagne | Giant-Shimano                | +  | m.t             |
| 3  | Jérôme Baugnies     | Belgique  | Wanty-Groupe Gobert          |    | m.t             |
| 4  | Pieter Jacobs       | Belgique  | Topsport Vlaanderen-Baloise  |    | m.t             |
| 5  | Thomas Sprengers    | Belgique  | Topsport Vlaanderen-Baloise  |    | m.t             |
| 6  | Rick Zabel          | Allemagne | Équipe nationale d'Allemagne |    | m.t             |
| 7  | Fabian Wegmann      | Allemagne | Équipe nationale d'Allemagne |    | m.t             |
| 8  | Jan Dieteren        | Allemagne | Stölting                     |    | m.t             |
| 9  | Bartłomiej Matysiak | Pologne   | CCC Polsat Polkowice         |    | m.t             |
| 10 | Alexander Porsev    | Russie    | Katusha                      |    | m.t             |

## Liste des participants
- Liste de départ complète

| Légende | Légende                                                                    | Légende | Légende                                                    |
| ------- | -------------------------------------------------------------------------- | ------- | ---------------------------------------------------------- |
| Num     | Dossard de départ porté par le coureur sur ce Grand Prix de Francfort      | Pos     | Position à l'arrivée de la course                          |
|         | Indique un maillot de champion national ou mondial, suivi de sa spécialité | NP      | Indique un coureur qui n'a pas pris le départ de la course |
| AB      | Indique un coureur qui n'a pas terminé la course                           | HD      | Indique un coureur qui a terminé la course hors des délais |

| Katusha KAT | Katusha KAT                     | Katusha KAT |
| ----------- | ------------------------------- | ----------- |
| Num         | Coureur                         | Pos         |
| 1           | Alexander Kristoff (NOR)        | 1er         |
| 2           | Vladimir Gusev (RUS)            | 44e         |
| 3           | Vladimir Isaychev (RUS) (Route) | AB          |
| 4           | Alexandr Kolobnev (RUS)         | 26e         |
| 5           |                                 |             |
| 6           | Alexander Porsev (RUS)          | 10e         |
| 7           | Gatis Smukulis (LAT)            | 65e         |
| 8           | Eduard Vorganov (RUS)           | 41e         |

| Giant-Shimano GIA | Giant-Shimano GIA         | Giant-Shimano GIA |
| ----------------- | ------------------------- | ----------------- |
| Num               | Coureur                   | Pos               |
| 11                | Loh Sea Keong (MAS)       | AB                |
| 12                | Nikias Arndt (GER)        | AB                |
| 13                | Brian Bulgaç (NED)        | AB                |
| 14                | Bert De Backer (BEL)      | 40e               |
| 15                | Johannes Fröhlinger (GER) | AB                |
| 16                | John Degenkolb (GER)      | 2e                |
| 17                | Ji Cheng (CHN)            | AB                |
| 18                |                           |                   |

| AG2R La Mondiale ALM | AG2R La Mondiale ALM     | AG2R La Mondiale ALM |
| -------------------- | ------------------------ | -------------------- |
| Num                  | Coureur                  | Pos                  |
| 21                   | Patrick Gretsch (GER)    | 34e                  |
| 22                   | Gediminas Bagdonas (LTU) | AB                   |
| 23                   | Samuel Dumoulin (FRA)    | 58e                  |
| 24                   | Ben Gastauer (LUX)       | 55e                  |
| 25                   | Alexis Gougeard (FRA)    | AB                   |
| 26                   | Hugo Houle (CAN)         | 56e                  |
| 27                   | Blel Kadri (FRA)         | 57e                  |
| 28                   | Julian Kern (GER)        | 54e                  |

| Belkin BEL | Belkin BEL               | Belkin BEL |
| ---------- | ------------------------ | ---------- |
| Num        | Coureur                  | Pos        |
| 31         | Lars Boom (NED)          | 14e        |
| 32         | Marc Goos (NED)          | 43e        |
| 33         | Wilco Kelderman (NED)    | 38e        |
| 34         |                          |            |
| 35         | Tom Leezer (NED)         | AB         |
| 36         | Maarten Tjallingii (NED) | AB         |
| 37         | Jos van Emden (NED)      | 39e        |
| 38         | Maarten Wynants (BEL)    | 35e        |

| IAM | IAM                               | IAM |
| --- | --------------------------------- | --- |
| Num | Coureur                           | Pos |
| 41  | Gustav Larsson (SWE)              | 25e |
| 42  | Marcel Aregger (SUI)              | AB  |
| 43  | Heinrich Haussler (AUS)           | AB  |
| 44  | Dominic Klemme (GER)              | AB  |
| 45  | Roger Kluge (GER)                 | AB  |
| 46  | Matteo Pelucchi (ITA)             | AB  |
| 47  | Aleksejs Saramotins (LAT) (Route) | AB  |
| 48  |                                   |     |

| NetApp-Endura TNE | NetApp-Endura TNE         | NetApp-Endura TNE |
| ----------------- | ------------------------- | ----------------- |
| Num               | Coureur                   | Pos               |
| 51                | Cesare Benedetti (ITA)    | 17e               |
| 52                | Bartosz Huzarski (POL)    | 28e               |
| 53                | Ralf Matzka (GER)         | AB                |
| 54                | František Padour (CZE)    | 29e               |
| 55                | Daniel Schorn (AUT)       | AB                |
| 56                | Michael Schwarzmann (GER) | AB                |
| 57                | Scott Thwaites (GBR)      | 11e               |
| 58                | Paul Voss (GER)           | 36e               |

| Bretagne-Séché Environnement BSE | Bretagne-Séché Environnement BSE | Bretagne-Séché Environnement BSE |
| -------------------------------- | -------------------------------- | -------------------------------- |
| Num                              | Coureur                          | Pos                              |
| 61                               | Brice Feillu (FRA)               | 60e                              |
| 62                               | Anthony Delaplace (FRA)          | 30e                              |
| 63                               | Armindo Fonseca (FRA)            | 67e                              |
| 64                               | Florian Guillou (FRA)            | 46e                              |
| 65                               | Benoît Jarrier (FRA)             | AB                               |
| 66                               | Clément Koretzky (FRA)           | AB                               |
| 67                               | Christophe Laborie (FRA)         | 32e                              |
| 68                               |                                  |                                  |

| CCC Polsat Polkowice CCC | CCC Polsat Polkowice CCC  | CCC Polsat Polkowice CCC |
| ------------------------ | ------------------------- | ------------------------ |
| Num                      | Coureur                   | Pos                      |
| 71                       | Adrian Honkisz (POL)      | 22e                      |
| 72                       | Jarosław Marycz (POL)     | 18e                      |
| 73                       | Bartłomiej Matysiak (POL) | 9e                       |
| 74                       | Łukasz Owsian (POL)       | 23e                      |
| 75                       | Maciej Paterski (POL)     | 48e                      |
| 76                       | Marek Rutkiewicz (POL)    | 63e                      |
| 77                       | Branislau Samoilau (BLR)  | 47e                      |
| 78                       | Mateusz Taciak (POL)      | 64e                      |

| MTN-Qhubeka MTN | MTN-Qhubeka MTN                  | MTN-Qhubeka MTN |
| --------------- | -------------------------------- | --------------- |
| Num             | Coureur                          | Pos             |
| 81              | Gerald Ciolek (GER)              | 15e             |
| 82              | Jacques Janse van Rensburg (RSA) | 50e             |
| 83              | Ignatas Konovalovas (LTU)        | AB              |
| 84              | Adrien Niyonshuti (RWA)          | AB              |
| 85              | Martin Reimer (GER)              | AB              |
| 86              | Daniel Teklehaimanot (ERI)       | 53e             |
| 87              | Jay Robert Thomson (RSA)         | AB              |
| 88              | Jacobus Venter (RSA)             | 16e             |

| Topsport Vlaanderen-Baloise TSV | Topsport Vlaanderen-Baloise TSV | Topsport Vlaanderen-Baloise TSV |
| ------------------------------- | ------------------------------- | ------------------------------- |
| Num                             | Coureur                         | Pos                             |
| 91                              | Pieter Jacobs (BEL)             | 4e                              |
| 92                              | Eliot Lietaer (BEL)             | 24e                             |
| 93                              | Jonas Rickaert (BEL)            | AB                              |
| 94                              | Thomas Sprengers (BEL)          | 5e                              |
| 95                              | Tom Van Asbroeck (BEL)          | AB                              |
| 96                              | Preben Van Hecke (BEL)          | AB                              |
| 97                              | Arthur Vanoverberghe (BEL)      | AB                              |
| 98                              | Otto Vergaerde (BEL)            | AB                              |

| Wanty-Groupe Gobert WGG | Wanty-Groupe Gobert WGG  | Wanty-Groupe Gobert WGG |
| ----------------------- | ------------------------ | ----------------------- |
| Num                     | Coureur                  | Pos                     |
| 101                     | Jérôme Baugnies (BEL)    | 3e                      |
| 102                     | Jempy Drucker (LUX)      | AB                      |
| 103                     | Thomas Degand (BEL)      | 51e                     |
| 104                     | Jérôme Gilbert (BEL)     | AB                      |
| 105                     | Michel Kreder (NED)      | AB                      |
| 106                     | Frederik Veuchelen (BEL) | 52e                     |
| 107                     | Marco Minnaard (NED)     | 42e                     |
| 108                     | Mirko Selvaggi (ITA)     | 27e                     |

| Androni Giocattoli-Venezuela AND | Androni Giocattoli-Venezuela AND | Androni Giocattoli-Venezuela AND |
| -------------------------------- | -------------------------------- | -------------------------------- |
| Num                              | Coureur                          | Pos                              |
| 111                              | Johnny Hoogerland (NED) (Route)  | 31e                              |
| 112                              | Manuel Belletti (ITA)            | AB                               |
| 113                              | Omar Bertazzo (ITA)              | AB                               |
| 114                              |                                  |                                  |
| 115                              | Marco Frapporti (ITA)            | 61e                              |
| 116                              | Antonio Parrinello (ITA)         | 20e                              |
| 117                              | Emanuele Sella (ITA)             | 62e                              |
| 118                              | Nicola Testi (ITA)               | AB                               |

| LKT Brandenburg LKT | LKT Brandenburg LKT     | LKT Brandenburg LKT |
| ------------------- | ----------------------- | ------------------- |
| Num                 | Coureur                 | Pos                 |
| 121                 | Sebastian Deckert (GER) | 19e                 |
| 122                 | Robert Kessler (GER)    | AB                  |
| 123                 | Tobias Knaup (GER)      | AB                  |
| 124                 | Tim Reske (GER)         | AB                  |
| 125                 | Leon Rohde (GER)        | AB                  |
| 126                 | Franz Schiewer (GER)    | AB                  |
| 127                 | Stefan Schäfer (GER)    | AB                  |
| 128                 |                         |                     |

| MLP Bergstrasse TBJ | MLP Bergstrasse TBJ      | MLP Bergstrasse TBJ |
| ------------------- | ------------------------ | ------------------- |
| Num                 | Coureur                  | Pos                 |
| 131                 |                          |                     |
| 132                 | Erik Bothe (GER)         | AB                  |
| 133                 |                          |                     |
| 134                 | Mike Egger (GER)         | AB                  |
| 135                 | Christopher Hatz (GER)   | AB                  |
| 136                 | Fabio Nappa (GER)        | AB                  |
| 137                 | Tim Schlichenmaier (GER) | AB                  |
| 138                 | Eric Süssemilch (GER)    | AB                  |

| Heizomat THF | Heizomat THF            | Heizomat THF |
| ------------ | ----------------------- | ------------ |
| Num          | Coureur                 | Pos          |
| 141          | Jan-Niklas Droste (GER) | AB           |
| 142          |                         |              |
| 143          | Alexander Grad (GER)    | AB           |
| 144          | Florenz Knauer (GER)    | AB           |
| 145          | Oliver Mattheis (GER)   | AB           |
| 146          | Dario Rapps (GER)       | AB           |
| 147          | Fabian Schormair (GER)  | AB           |
| 148          | Johannes Weber (GER)    | AB           |

| Kuota TKG | Kuota TKG                   | Kuota TKG |
| --------- | --------------------------- | --------- |
| Num       | Coureur                     | Pos       |
| 151       |                             |           |
| 152       | Julian Braun (GER)          | AB        |
| 153       | Micha Glowatzki (GER)       | AB        |
| 154       | Florian Monreal (GER)       | AB        |
| 155       | Jonas Rapp (GER)            | AB        |
| 156       | Robert Retschke (GER)       | 21e       |
| 157       | Felix Schönbach (GER)       | AB        |
| 158       | Daniel Westmattelmann (GER) | AB        |

| Stuttgart SGT | Stuttgart SGT           | Stuttgart SGT |
| ------------- | ----------------------- | ------------- |
| Num           | Coureur                 | Pos           |
| 161           | Jack Cummings (AUS)     | AB            |
| 162           | Nikodemus Holler (GER)  | 37e           |
| 163           | Kai Kautz (GER)         | AB            |
| 164           | Alexander Krieger (GER) | 49e           |
| 165           | Georg Loef (GER)        | AB            |
| 166           | Florian Nowak (GER)     | AB            |
| 167           | Martin Reinert (GER)    | AB            |
| 168           | Marcel Weber (GER)      | AB            |

| Stölting STG | Stölting STG           | Stölting STG |
| ------------ | ---------------------- | ------------ |
| Num          | Coureur                | Pos          |
| 171          | Felix Dehmel (GER)     | AB           |
| 172          | Jan Dieteren (GER)     | 8e           |
| 173          | Tim Gebauer (GER)      | AB           |
| 174          | Silvio Herklotz (GER)  | 13e          |
| 175          | Thomas Koep (GER)      | AB           |
| 176          | Christian Mager (GER)  | 12e          |
| 177          | Luke Roberts (AUS)     | AB           |
| 178          | Mirco Saggiorato (SUI) | 45e          |

| Rad-net Rose RNR | Rad-net Rose RNR         | Rad-net Rose RNR |
| ---------------- | ------------------------ | ---------------- |
| Num              | Coureur                  | Pos              |
| 181              | Henning Bommel (GER)     | AB               |
| 182              | Fabian Brintrup (GER)    | AB               |
| 183              | Emanuel Buchmann (GER)   | 33e              |
| 184              | Felix Intra (GER)        | AB               |
| 185              | Moritz Schaffner (GER)   | AB               |
| 186              | Joshua Stritzinger (GER) | AB               |
| 187              | Kersten Thiele (GER)     | AB               |
| 188              | Mario Vogt (GER)         | 66e              |

| Bike Aid-Ride for help BAI | Bike Aid-Ride for help BAI | Bike Aid-Ride for help BAI |
| -------------------------- | -------------------------- | -------------------------- |
| Num                        | Coureur                    | Pos                        |
| 191                        | Daniel Bichlmann (GER)     | AB                         |
| 192                        | Dan Craven (NAM)           | AB                         |
| 193                        | Matthias Schnapka (GER)    | AB                         |
| 194                        | Patrick Lechner (GER)      | AB                         |
| 195                        | Yannick Mayer (GER)        | AB                         |
| 196                        | Meron Amanuel (ERI)        | AB                         |
| 197                        | Timo Schafer (GER)         | AB                         |
| 198                        | Richard Stockhausen (GER)  | AB                         |

| Équipe nationale d'Allemagne GER | Équipe nationale d'Allemagne GER | Équipe nationale d'Allemagne GER |
| -------------------------------- | -------------------------------- | -------------------------------- |
| Num                              | Coureur                          | Pos                              |
| 201                              | Fabian Wegmann (GER)             | 7e                               |
| 202                              | Rick Zabel (GER)                 | 6e                               |
| 203                              | Tim Böhme (GER)                  | AB                               |
| 204                              | Christoph Pfingsten (GER)        | AB                               |
| 205                              | Matthias Plarre (GER)            | AB                               |
| 206                              | Christoph Schweizer (GER)        | AB                               |
| 207                              | Sascha Weber (GER)               | AB                               |
| 208                              | Ruben Zepuntke (GER)             | 59e                              |